# Nozeroy
Nozeroy – miejscowość i gmina we Francji, w regionie Burgundia-Franche-Comté, w departamencie Jura.
Według danych na rok 1990 gminę zamieszkiwało 416 osób, a gęstość zaludnienia wynosiła 111 osób/km² (wśród 1786 gmin Franche-Comté Nozeroy plasuje się na 366. miejscu pod względem liczby ludności, natomiast pod względem powierzchni na miejscu 904.).